# Adebayo Akinfenwa
Saheed Adebayo Akinfenwa (Islington, 10 mei 1982) is een voormalig Engels betaald voetballer die als aanvaller speelt.

## Carrière
Akinfenwa speelde van 1998 tot 2001 in de jeugd van Watford. In 2001 maakte hij de overstap naar Litouwen waar hij voor FK Atlantas ging spelen. Hij kwam hier terecht doordat de Litouwse vrouw van zijn manager hier een lid van de technische staf kende. In 2003 keerde hij terug naar het Verenigd Koninkrijk en ging hij spelen voor Barry Town. Hierna kwam hij van 2003 tot 2014 uit voor verschillende voetbalclubs uit het Verenigd Koninkrijk. In 2014 tekende hij een contract bij het op dat moment in de League Two spelende AFC Wimbledon. Hiermee promoveerde hij in het seizoen 2015/16 naar de League One. Omdat Wimbledon zijn contract niet verlengde, deed Akinfenwa tijdens een televisie-interview een oproep aan Engelse clubs om hem iets aan te bieden. Hij tekende in juli 2016 vervolgens een contract tot medio 2017 bij Wycombe Wanderers, op dat moment actief in de League Two. In 2020 promoveerde hij met de Wycombe Wanderers naar de championship, ofwel de Engelse tweede klasse. In een interview met Sky Sports gaf Akinfenwa aan dat het seizoen 2021/22 zijn "Last Dance" zou gaan worden.  Hij sloot zijn carrière op 21 mei 2022 af met een nederlaag in de finale van de League One Play-Offs op Wembley.

## Trivia
- Akinfenwa is in het computerspel FIFA 19 de op een na sterkste speler met 97 op 99. Sébastien Haller is de sterkste, met 98 op 99.
- In FIFA 20 is Akinfenwa de sterkste speler met zijn 97 kracht.
- In september 2014 werd Akinfenwa uitgenodigd voor een feest van FIFA 15. Ook diverse beroemdheden en Premier League-voetballers zoals Rio Ferdinand, George Groves en Lethal Bizzle waren hier aanwezig.
- Akinfenwa runt een kledingmerk genaamd Beast Mode On.
- Akinfenwa heeft een eigen documentaire op Amazon Prime Video, genaamd Beast Mode On.